# Округ Луивил/Џеферсон (Кентаки)
Луивил/Џеферсон (енгл. Louisville/Jefferson County) је округ у америчкој савезној држави Кентаки.

## Демографија
По попису из 2010. године број становника је 597.337.
| Група             | 2000.    | 2010.           |
| Белци             | 0 (0,0%) | 408.157 (68,3%) |
| Афроамериканци    | 0 (0,0%) | 136.705 (22,9%) |
| Азијати           | 0 (0,0%) | 12.903 (2,2%)   |
| Хиспаноамериканци | 0 (0,0%) | 26.790 (4,5%)   |
| Укупно            | -0       | 597.337         |